# Renaud II de Clermont
 (juillet 2019).
Si vous disposez d'ouvrages ou d'articles de référence ou si vous connaissez des sites web de qualité traitant du thème abordé ici, merci de compléter l'article en donnant les références utiles à sa vérifiabilité et en les liant à la section « Notes et références ».
Renaud II de Clermont, né vers 1075, mort vers 1152, fut comte de Clermont-en-Beauvaisis à partir de 1101. Il était fils d'Hugues Ier, comte de Clermont, et de Marguerite de Roucy.
Il fut marié en premières noces vers 1104 avec Adélaïde de Vermandois (° v. 1062 - † 1122), comtesse de Vermandois et de Valois, fille d'Herbert IV comte de Vermandois, et d'Alix comtesse de Valois. Adélaïde était veuve d'Hugues le Grand, comte de Vermandois et frère du roi Philippe Ier. 
De ce mariage naquirent :
- Marguerite de Clermont (° v. 1105 - † après 1145), mariée en premières noces avant 1119 à Charles Ier le Bon (° v. 1083 - † 1127), comte de Flandre, puis en secondes noces vers 1128 à Hugues II de Campdavaine, comte de Saint-Pol, et en troisièmes noces à Baudouin d'Encre ;
- Raoul, cité en 1119.

Les historiens estiment que Renaud eut une seconde épouse dont l'histoire n'a pas retenu le nom. En effet, entre la mort d'Adélaïde en 1122 et le mariage avec Clémence en 1129, il s'écoule six années. Sachant que le comte n'a à cette époque qu'une seule fille, il paraît improbable qu'il ait attendu six ans avant de se remarier et d'avoir un héritier. De ce mariage seraient nés :
- Raoul Ier († 1191), comte de Clermont ;
- Simon Ier († après 1189), seigneur de Nesle et d'Ailly-sur-Noye par son union vers 1194 avec Mathilde (Mahaut) de Breteuil : auteur de la Maison de Clermont-Nesle ;
- Etienne ;
- Mathilde († 1200), mariée au comte Albéric III de Dammartin (° 1155 † 1200), seigneur de Lillebonne : parents de Renaud et Simon de Dammartin.

Veuf, il se remarie entre 1129 et 1135 avec Clémence de Bar (° 1112 - † après 1182), fille de Renaud Ier le Borgne, comte de Bar, et de Gisèle de Vaudémont, veuve du fils (Hugues II ? ; † jeune) du comte Pierre de Dammartin. De ce troisième mariage naquirent :
- Renaud ;
- Hugues († 28 mai 1200), abbé de St-Evremond de Creil en 1176, primicier de Metz, chanoine de Toul puis archidiacre à Ligny en 1186 ;
- Guy, cité en 1186 ;
- Gautier ;
- Marguerite, mariée en 1152 à Gui III « Le Bouteiller » de Senlis († 1188) ;
- Constance, mariée à Roger de La Tournelle.

## Sigillographie et emblématique
Le sceau de Renaud II de Clermont est un témoin important du processus de naissance des armoiries. Ce serait un des premiers sceaux portant des armoiries, avec un échiqueté (un damier) sur le gonfanon. Il est en usage vers 1130/1150 et aurait pu être utilisé dès les années 1110/1120. Il porte le même emblème que celui du beau-fils de Renaud II de Clermont,  Raoul Ier de Vermandois : l'échiqueté de Vermandois. C'est son mariage qui permet à Renaud II de Clermont d'afficher cet emblème. Les deux sceaux du beau-fils et du beau-père seraient donc les deux premiers sceaux proto-héraldiques.

## Sources
- Foundation for Medieval Genealogy.